# 摩泽尔河畔韦勒
摩泽尔河畔韦勒（法語：Velle-sur-Moselle，法語發音：[vɛl syʁ mɔzɛl]）是法国默尔特-摩泽尔省的一个市镇，位于该省南部，摩泽尔河右岸，属于吕内维尔区。

## 地理
摩泽尔河畔韦勒（48°31'49"N, 6°16'35"E）面积4.47 平方千米，位于法国大東部大區默尔特-摩泽尔省，该省份为法国东北部内陆省份，是洛林的一部分，北邻比利时、卢森堡，北起顺时针与摩泽尔省、下莱茵省、孚日省和默兹省接壤。
与摩泽尔河畔韦勒接壤的市镇（或旧市镇、城区）包括：克雷韦尚、费里耶尔、欧松维尔、托努瓦。

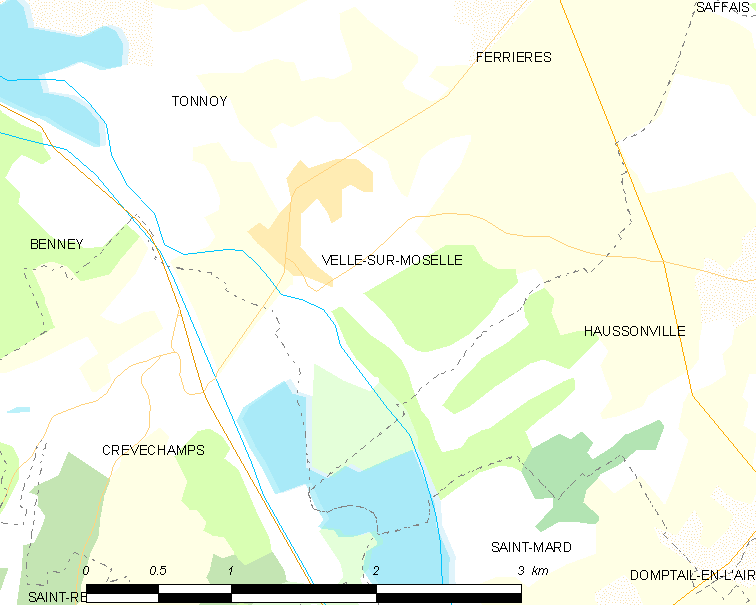
摩泽尔河畔韦勒的OSM定位图

摩泽尔河畔韦勒的时区为UTC+01:00、UTC+02:00（夏令时）。

## 行政
摩泽尔河畔韦勒的邮政编码为54290，INSEE市镇编码为54559。

## 政治
摩泽尔河畔韦勒所属的省级选区为吕内维尔第二县。

## 人口

1962-2008年间摩泽尔河畔韦勒人口变化图示

摩泽尔河畔韦勒于2022年1月1日时的人口数量为320人。